# Jean du Plessis de Grenédan
Jean Joseph Anne Marie du Plessis de Grenédan (Rennes, 15 gennaio 1892 – Sciacca, 21 dicembre 1923) è stato un dirigibilista francese.

## Biografia
Nacque a Rennes (nel dipartimento dell'Ille-et-Vilaine) il 15 gennaio 1882, secondo figlio del conte Jachim du Plessis de Grenédan, di professione avvocato. Da giovane frequentò le scuole superiori presso il collegio di Saint-Maurille. Il 5 ottobre 1907 entra in un corso di preparazione del collegio "Vaugirard" di Parigi per preparare il suo ingresso nell'Ecole Navale. In seguito alla cancellazione del secondo anno di studi presso il collegio Vaugirard, nell'ottobre 1908 entra nel liceo Saint-Louis per terminare la preparazione. Al termine del secondo anno affronta gli esami di ammissione, classificandosi al quarantunesimo posto su cinquantanove candidati. Ammesso alla scuola navale, si imbarca sulla nave scuola Borda il 30 settembre 1909. Si brevetta nel 1911, classificandosi ventunesimo nel suo corso, imbarcando poi sull'incrociatore scuola Duguay-Trouin su cui effettua una serie di campagne di istruzione che lo vedono navigare fino alle Antille, nel Mediterraneo, ed infine nel Baltico. Diviene guardiamarina il 5 ottobre 1912, e il 1 gennaio 1914 si imbarca sull'incrociatore corazzato Amiral Bruix, appartenente alla divisione navale del Levante. Con il Bruix partecipa ad operazioni in Camerun, e poi, durante la prima guerra mondiale, nei Dardanelli (1914-1915). Per le sue qualità è promosso sottotenente di vascello il 5 ottobre 1914. Nel 1916 è a bordo del cacciatorpediniere Hussard, e poi dell'incrociatore Pothuau, appartenente alla divisione navale della Siria. A bordo di quest'ultimo si distingue durante il bombardamento di Castellorizo. Successivamente viene destinato al Servizio aeronautico dello Stato maggiore, e poi alla divisione pattugliatori della Provenza. Nel giugno 1917 ottiene il brevetto di pilota di dirigibili, assumendo il comando del pallone AT-2 appartenente al Centre d'Aérostation Maritime di Aubagne. Il 23 ottobre dello stesso anno, al comando di un dirigibile, si distingue particolarmente durante l'atterraggio forzato che la sua aeronave deve compiere.
Il 24 gennaio 1918, su un pallone da osservazione appartenente alla Escadrille A.R. 58, si distingue durante un impari combattimento sostenuto contro cinque velivoli nemici. Per questa azione viene citato all'Ordine del giorno dell'Esercito. Nel giugno 1918 viene destinato al centro addestramento per dirigibilisti di Aubergne. Promosso tenente di vascello nel novembre dello stesso anno, dopo la fine della prima guerra mondiale si reca in Germania, a Berlino, per osservare la locale scuola dirigibilisti. Nel giugno 1920 assume il comando del dirigibile LZ 114, assegnato alla Francia in conto riparazioni belliche, che nel settembre dello stesso anno era stato ufficialmente designato DR-1 Dixmude. Nel novembre 1920 era stato insignito della Croce di Cavaliere della Legion d'onore. Il Dixmude era basato presso il Centre d'Aéronautique Maritime (CAM) di Cuers-Pierrefeu, e nel 1923, al comando di questa aeronave, effettuò numerose crociere che gli valsero grande notorietà. Nel dicembre 1923 il dirigibile effettuò una crociera sul deserto del Sahara, ma durante il viaggio di ritorno l'aeronave esplose in volo. Il suo corpo venne ritrovato, impigliato nelle reti, da alcuni pescatori siciliani e trasportato sulla terraferma. Tra gli effetti personali rinvenuti vi era il suo orologio, rimasto fermo sulle 2:27. Il tenente di vascello du Plessis de Grenédan ricevette solenni funerali di stato, celebrati a Tolone il 5 gennaio 1924, alle presenza delle più alte autorità sia civili che militari.

### Periodici
- Le Dixmude est-il perdu?, La Libre Parole, n. 11359, 27 dicembre 1923.
- Le Dixmude signalé en dérive vers le Hoggar, La Libre Parole, n. 11360, 28 dicembre 1923.
- Le sort du Dixmude, le corps du Commandant du Plessis de Grenédan, La Libre Parole, n. 11361, 29 dicembre 1923.
- La catastrophe du Dixmude, La Libre Parole, n. 11362, 30 dicembre 1923.
- La perte du Dixmude, L'Illustration, 5 gennaio 1924.